# ان کارسون
ان کارسون (به انگلیسی: Anne Carson) شاعر، مترجم و استاد دانشگاه کانادایی است. کارسون مدرس ادبیات کلاسیک، ادبیات تطبیقی و نویسندگی خلاق در شماری از دانشگاه‌های آمریکا و کانادا از جمله دانشگاه مک‌گیل، دانشگاه میشیگان، دانشگاه نیویورک، دانشگاه میشیگان و دانشگاه پرینستون بوده‌است.